# Gerador MHD
O gerador MHD ou gerador magneto-hidrodinâmico transforma a energia térmica e a energia cinética diretamente em energia elétrica. Os geradores MHD são diferentes dos geradores elétricos tradicionais que operam em altas temperaturas sem partes moveis. O MHD foi desenvolvido porque o gás exausto quente no gerador é capaz de aquecer as caldeiras em uma usina de energia elétrica que funciona a partir do ciclo Rankine. Ele foi desenvolvido a partir de um ciclo cogerador  para aumentar a eficiência da produção elétrica, especialmente quando trabalha com o carvão e o gás natural. Os dínamos MHD são complementos de uma propulsão magnetoidrodinâmica, onde estarão aplicados bombeado metais líquidos em várias experiências em motores de navios.

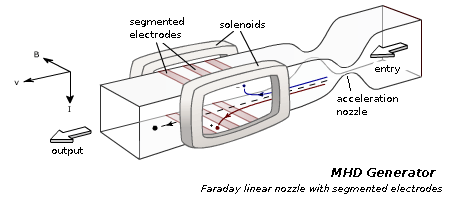
Gerador magnetoidrodinâmico